# 清水妙正
清水 妙正（しみず みょうせい、1928年10月29日 - 2004年4月23日）は、日本の整形外科医。

## 略歴
- 1928年　- 昭和3年 10月29日、岩手県久慈市で生まれる。
  - 遠野中学校から釜石中学校に転校、中学4年生の時に進級。
  - 国士舘大学入学。
- 1959年 - 岩手医科大学卒業。岩手医科大学整形外科医局入。
- 1970年 - 渋民医院開業。
- 1977年 - 渋民中央病院設立。
- 2004年 - 4月23日 心不全の為亡くなる。
- 2005年 - 10月「清水妙正オフィシャルサイト」完成、運営開始。

## 人物
整形外科医でありながら、柔道に長けており晩年には八段を取得。
叔父には柔道の神様と呼ばれた三船久蔵十段がいた。

### ガンの克服
1996年に自らが経営する病院で、外来患者の診察にあたっていた。午後の三時から四時ごろ突然、腹部に激痛が走りそのまま倒れ、岩手医大に搬送され検査をした所ガンとの診断。手術・三大療法等の治療を拒否をした。
後に、MD－フラクションエキス・MD－フラクションタブレット・AHCCイムノメディックピュアタイプ・フコイダン等の健康食品と出会い、ガンを克服（今では一般的な免疫治療である）。

## 著書
- 医者がすすめる起死回生の抗ガン食品
- ガンを驚くほど治す6つの抗ガン食品
- 医者が体験した末期ガンからの生還
- マイタケD-フラクションでガン細胞に勝つ